# Rochelle (Illinois)
Rochelle is een plaats (city) in de Amerikaanse staat Illinois en valt bestuurlijk gezien onder Ogle County.

## Demografie
Bij de volkstelling in 2000 werd het aantal inwoners vastgesteld op 9424. In 2006 is het aantal inwoners door het United States Census Bureau geschat op 9771, een stijging van 347 (3,7%).

## Geografie
Volgens het United States Census Bureau beslaat de plaats een oppervlakte van 19,5 km², waarvan 19,4 km² land en 0,1 km² water. Rochelle ligt op ongeveer 244 m boven zeeniveau.

## Plaatsen in de nabije omgeving
De onderstaande figuur toont nabijgelegen plaatsen in een straal van 20 km rond Rochelle.

## Geboren in Rochelle
- Joan Allen (1956), actrice